# 埃爾塞沃
18°45′47″N 69°02′31″W / 18.763°N 69.042°W

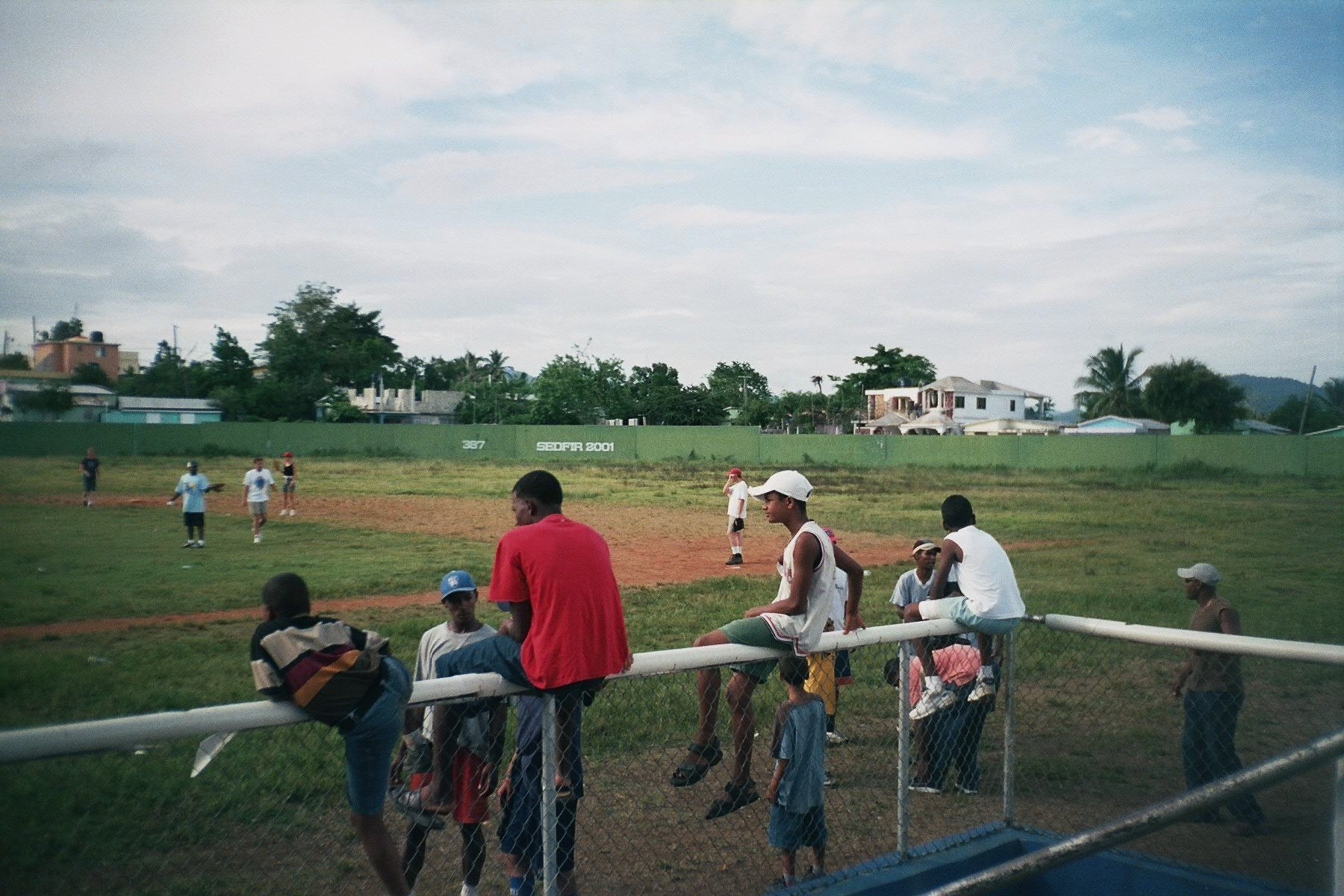

埃爾塞沃（西班牙語：El Seibo，西班牙語發音：[el ˈsejβo]）是中美洲國家多明尼加共和國的城市，也是埃尔塞沃省的首府，位於該國東部，距離首都聖多明哥135公里，面積1,344平方公里，海拔高度117米，2012年人口97,144。